# Col de Bernadole
Le col de Bernadole est un col de montagne pédestre des Pyrénées à 2 608 mètres d'altitude, dans le Lavedan, dans le département français des Hautes-Pyrénées en Occitanie.
Il relie la vallée de Gaube, au nord-ouest, à la vallée de Lutour.

## Géographie
Le col de Bernadole est situé entre le pic de Bernadole (2 656 m) au nord-est et le Grand Pic des Paloumères (2 720 m) au sud-ouest, sur la crête des pointes Barrère. Il surplombe les lacs d'Estibe Aute (2 328 m) à l'est.

## Protection environnementale
Le col est situé dans le parc national des Pyrénées.

## Voies d'accès
Le versant ouest est accessible depuis le sentier juste après le lac de Gaube.
Sur le versant est, depuis le sentier du lac d'Estom, après la passerelle de Pouey-Caut prendre la direction des lacs d'Estibe Aute puis suivre vers le pic de Bernadole.